# Tireós
Un tireós (en grec antic: θυρεός, grec antic: θυρεός) era un escut oval gran que va tenir un ús general en els exèrcits hel·lenístics del segle iii aC.

## Característiques
Va ser adoptat dels gàlates, (probablement primer pels Il·liris), després pels tracis abans de fer-se comú a l'antiga Grècia. Les tropes que el portaven es coneixien com a tireòfors. Estava fet de fusta coberta de cuir i tenia una espina central. S'agafava mitjançant una abraçadora central. En algunes variants de l'escut la seva forma era gairebé rectangular. La part central estava feta de ferro i en alguns casos proveïda d'espines per fer-la servir per copejar. Les vores estaven reforçades amb bronze o ferro, per la qual cosa els cops d'espasa eren fàcilment bloquejats. La planxa posterior estava dotada amb un cinturó de cuir, la qual cosa facilitava enormement el transport per a les marxes llargues. Era una mica més pesat que la pelta i per aquesta raó va ser utilitzat per la infanteria pesant. Les insígnies de l'exèrcit generalment es pintaven en la planxa frontal. El nom thyreos deriva de la paraula thira (θύρα), 'porta', degut a la seva forma oblonga.